# Peribaea longiseta
Peribaea longiseta är en tvåvingeart som först beskrevs av Villeneuve 1936.  Peribaea longiseta ingår i släktet Peribaea och familjen parasitflugor.
Artens utbredningsområde är Uganda. Inga underarter finns listade i Catalogue of Life.